# Neudrossenfeld

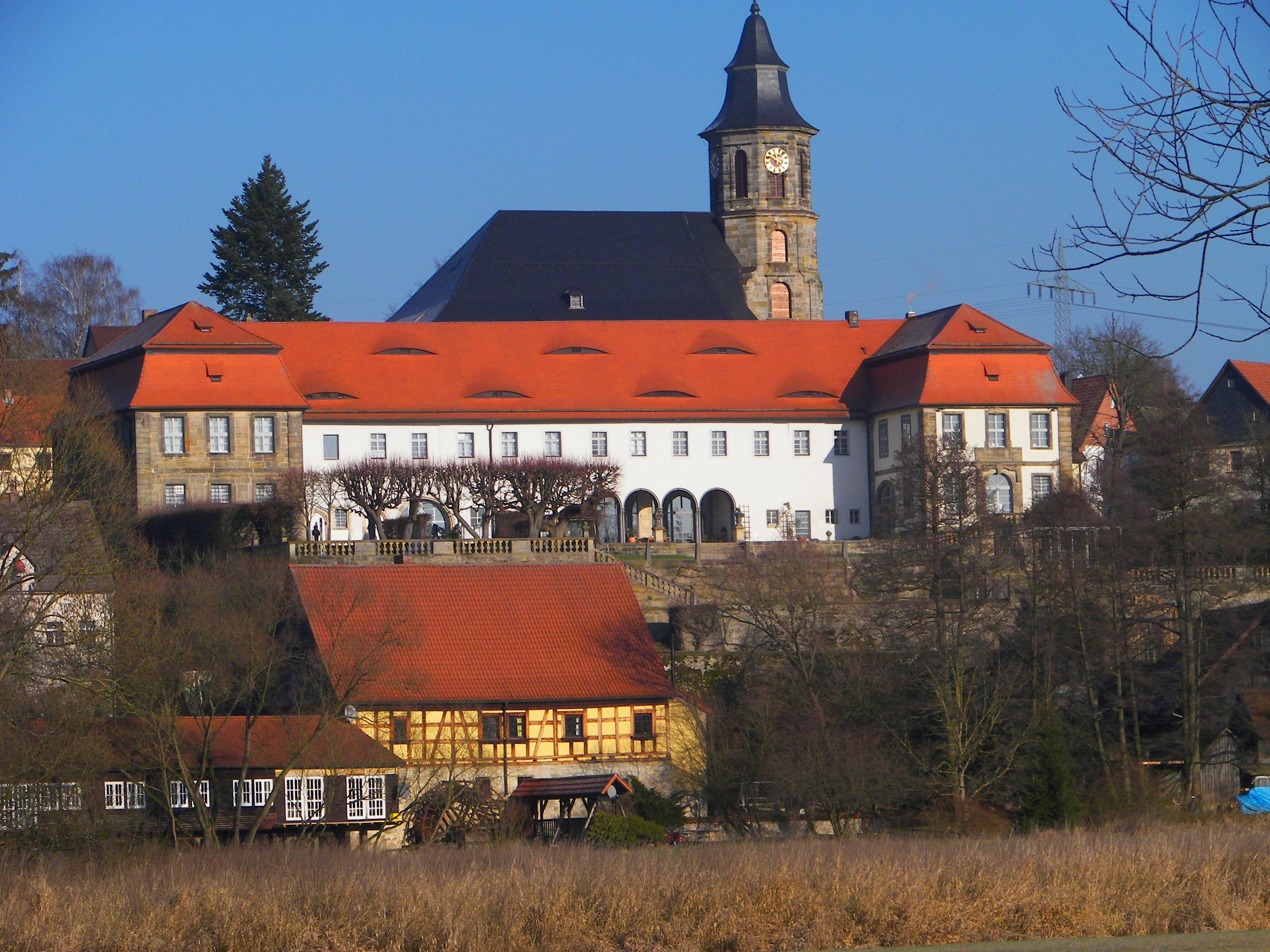
Kirche, Schloss und Mühle vom Roten Main aus gesehen

Neudrossenfeld (oberfränkisch: Drussafelld) ist eine Gemeinde im oberfränkischen Landkreis Kulmbach in Bayern.

## Geographie

### Geographische Lage
Das Pfarrdorf Neudrossenfeld liegt an der Bundesstraße 85 auf halbem Weg zwischen Bayreuth und Kulmbach. Nördlich verläuft die Autobahn 70 mit der Anschlussstelle 24 (Kulmbach-Neudrossenfeld). Das Relief des Gemeindegebietes ist durch einen Felssporn aus Sandstein geprägt, der das Tal des Roten Mains überragt.

### Gemeindegliederung
Die Gemeinde Neudrossenfeld hat 48 Gemeindeteile (in Klammern ist der Siedlungstyp angegeben):
- Aichen (Weiler)
- Altdrossenfeld (Dorf)
- Berghaus (Einöde)
- Buch am Sand (Dorf)
- Dreschen (Weiler)
- Dreschenau (Dorf)
- Eberhardtsreuth (Weiler)
- Eichberg (Einöde)
- Eselslohe (Einöde)
- Fichtelhof (Weiler)
- Fohlenhof (Weiler)
- Grauenthal (Einöde)
- Hainbühl (Einöde)
- Heidelmühle (Einöde)
- Hirschgründlein (Einöde)
- Hölle (Weiler)
- Hörethshof (Einöde)
- Hornungsreuth (Dorf)
- Igelsreuth (Einöde)
- Jöslein (Dorf)
- Langenstadt (Pfarrdorf)
- Lehen (hintere) (Einöde)
- Lehen (vordere) (Einöde)
- Mermettenreuth (Einöde)
- Muckenreuth (Dorf)
- Neudrossenfeld (Pfarrdorf)
- Neuenreuth am Main (Dorf)
- Oberbrücklein (Weiler)
- Oberkeil (Einöde)
- Oberzinkenflur (Einöde)
- Pechgraben (Dorf)
- Rohr (Dorf)
- Rudolphsberg (Einöde)
- Schaitz (Weiler)
- Schlappach (Einöde)
- Schwingen (Dorf)
- Tauberhof (Einöde)
- Unterbrücklein (Dorf)
- Untergräfenthal (Dorf)
- Unterkeil (Einöde)
- Unterlaitsch (Einöde)
- Unterlettenrangen (Einöde)
- Unterobsang (Dorf)
- Unterzinkenflur (Einöde)
- Waldau (Dorf)
- Waldmannsberg (Einöde)
- Wehelitz (Weiler)
- Zoltmühle (Einöde)

Lerchenfeld, Vordere und Hintere Gemeinde sind mittlerweile im Gemeindeteil Neudrossenfeld aufgegangen.
Es gibt auf dem Gemeindegebiet die Gemarkungen Altdrossenfeld, Langenstadt, Leuchau (Gemarkungsteil 1), Limmersdorfer Forst (Gemarkungsteil 0), Lindau (Gemarkungsteil 0), Muckenreuth, Neudrossenfeld, Neuenreuth a.Main und Pechgraben. Die Gemarkung Neudrossenfeld hat eine Fläche von 5,110 km². Sie ist in 1369 Flurstücke aufgeteilt, die eine durchschnittliche Flurstücksfläche von 3732,69 m² haben. In ihr liegen neben dem namensgebenden Ort die Gemeindeteile Dreschenau, Fichtelhof und Hölle.

## Geschichte

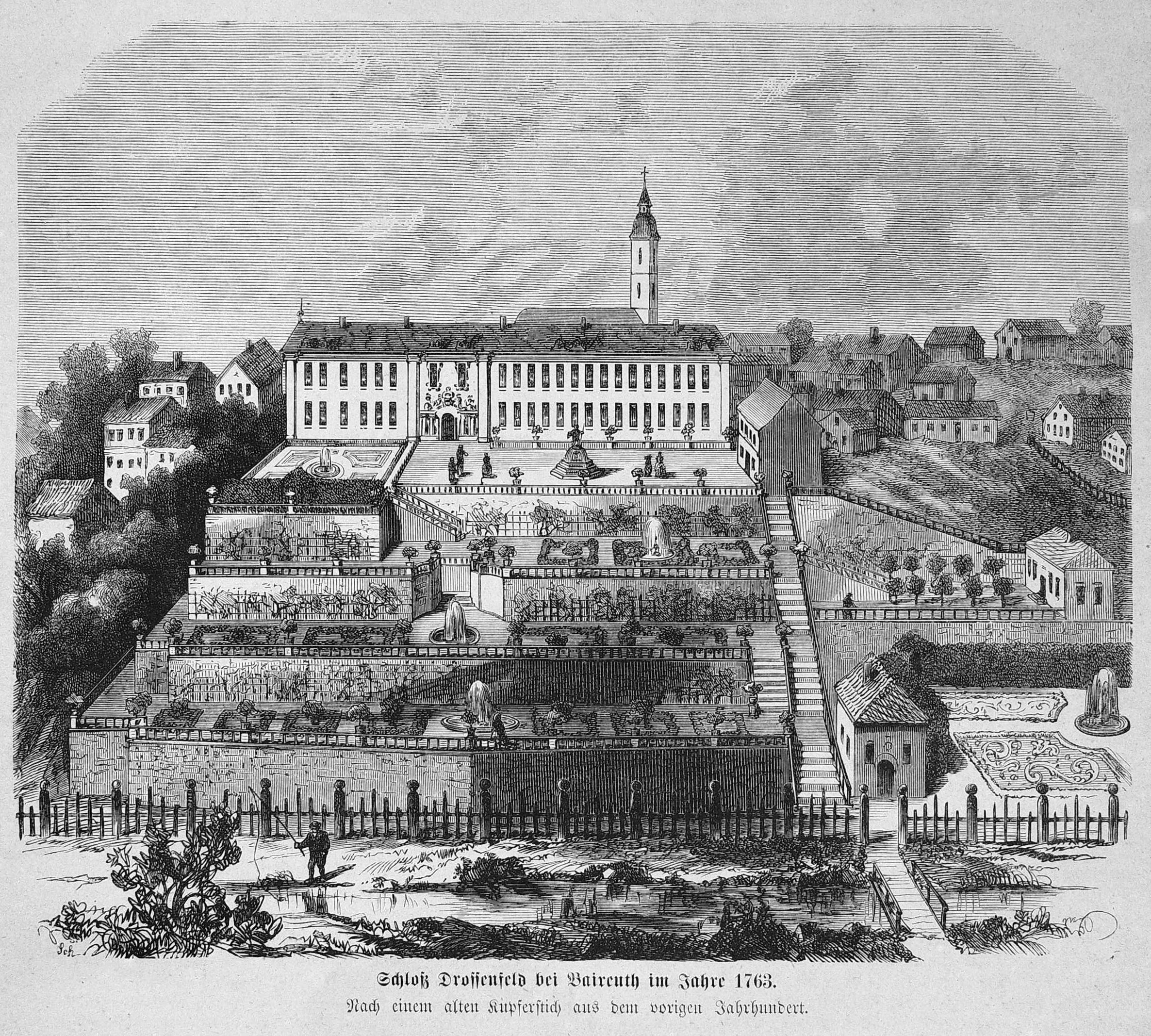
Schloss Drossenfeld (1763)

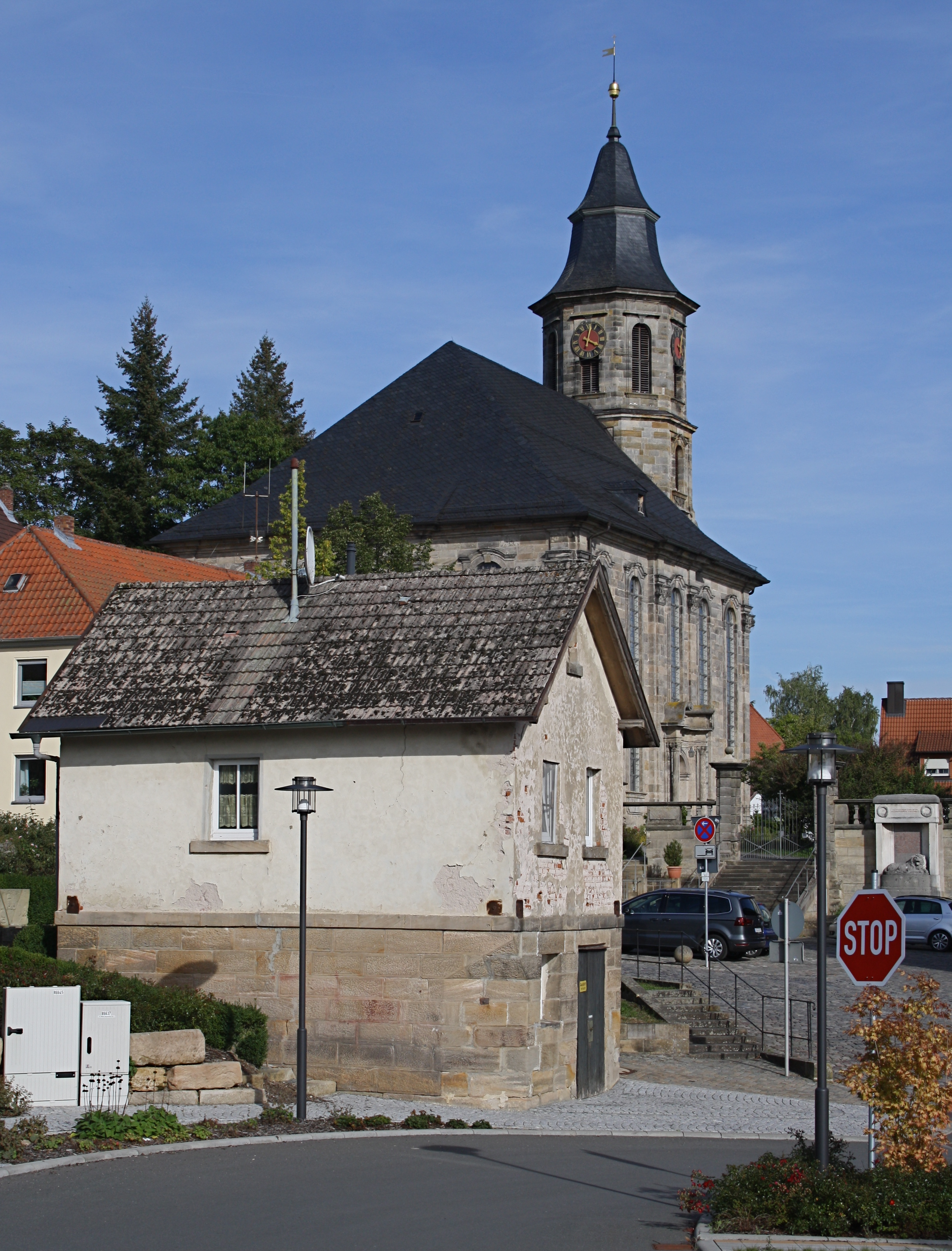
Schloßplatz und Dreifaltigskeitskirche

### Bis zum 19. Jahrhundert
Erstmalige urkundliche Erwähnung fand Neudrossenfeld 1260 im Langenstadter Vertrag. Das Bestimmungswort des Ortsnamens ist Droso, der Personenname des Siedlungsgründers. Bereits 1285 war Drossenfeld Pfarrei mit eigener Pfarrkirche (ursprünglich dem heiligen Jakobus geweiht). Die Burggrafen von Nürnberg (Hohenzollern) kauften 1340 das Kulmbacher Land und herrschten damit auch über das Rittergut Drossenfeld (bis 1806). Bis 1429 stand die Pfarrei Drossenfeld unter dem Patronat des Klosters Langheim. 1430 kam es zur Plünderung durch die Hussiten. 1494 bis 1584 gehörte das „Burckgut Drosenfelt“ dem Geschlecht derer von Wirsberg, die es an den Markgrafen Georg Friedrich I. verkauften. Die Markgrafen ließen es daraufhin von Pächtern verwalten. 1525 im Bauernkrieg blieb der Drossenfelder Bauernhaufen eher passiv. 1528 wurde die Reformation in Neudrossenfeld eingeführt.
In den Jahren 1553 und 1554 erfolgten Zerstörungen im Albertinischen Krieg. Durch Plünderungen ab 1632 im Dreißigjährigen Krieg und die Pest kam es zur Entvölkerung der ganzen Gegend. Markgraf Christian Ernst von Bayreuth verkaufte 1689 Neudrossenfeld an den bürgerlichen Justizrat Johann Wolfgang Franke. 1732 brannte fast ganz Neudrossenfeld ab. 1752 kam das Gut teilweise als Erbe, teilweise durch Kauf an den Reichsgrafen Philipp Andreas von Ellrodt. Der neue Besitzer und dessen Sohn Friedrich bauten das Schloss aus (Architekt: Carl von Gontard) und errichteten von 1753 bis 1760 die neue große Markgrafenkirche (Dreifaltigkeitskirche). Es erfolgte die Anlage der zur damaligen Zeit berühmten Terrassengärten.
Im Jahre 1775 nach dem Tode Philipps von Ellrodt 1763 und seiner beiden Söhne konnte seine Witwe Drossenfeld nicht halten, das Rittergut wurde an Georg Christoph von Reitzenstein verkauft. Das Anwesen verkam und wurde 1809 in bürgerliche Hände verkauft. In den nächsten 200 Jahren folgten acht bürgerliche Besitzer.
Gegen Ende des 18. Jahrhunderts bestand Neudrossenfeld aus 68 Anwesen. Das Hochgericht übte das bayreuthische Stadtvogteiamt Kulmbach aus. Die Dorf- und Gemeindeherrschaft hatte das Rittergut Neudrossenfeld. Grundherren waren
- der Markgräfliche Lehenhof Bayreuth (1 zerschlagenes Gut),
- das Rittergut Neudrossenfeld (62 Anwesen: 1 Mahl- und Schneidmühle, 1 Wirtshaus, 1 Badstube, 1 Dreiviertelhof, 3 Söldengüter, 13 Sölden, 1 Zweidrittelsölde, 3 Halbsölden, 1 Drittelsölde, 1 Tropfgütlein, 2 Häuser, 1 Haus mit Häfnerrecht, 1 Häuslein, 21 Tropfhäuser, 2 Halbtropfhäuser, 7 Tropfhäuslein, 2 Halbtropfhäuslein),
- die Pfarrei Neudrossenfeld (5 Söldengüter).

Außerdem gab es noch 1 Schloss, 1 Kirche, 1 Pfarrhaus, 1 Kaplaneihaus und 1 Schulhaus.
Nachdem der letzte Markgraf Karl Alexander 1791 auf das Fürstentum Kulmbach-Bayreuth verzichtet hatte, wurde es im Januar 1792 preußisch. Nach der Niederlage des preußischen Heeres in der Schlacht bei Jena und Auerstedt wurde es im Oktober 1806 von den französischen Truppen besetzt und blieb vier Jahre lang unter französischer Verwaltung. Am 30. Juni 1810 übergab die französische Armee Neudrossenfeld mit dem ganzen Bayreuther Land an das mittlerweile zum Königreich aufgestiegene Bayern, das das ehemalige Fürstentum für 15 Millionen Francs von Napoleon gekauft hatte.
Von 1797 bis 1810 unterstand der Ort dem Justiz- und Kammeramt Kulmbach. Mit dem Gemeindeedikt wurde 1811 der Steuerdistrikt Neudrossenfeld gebildet, zu dem Dreschenau, Eberhardtsreuth, Eselslohe, Fichtelhof, Gemeinde (hintere), Gemeinde (vordere), Hölle, Lerchenfeld, Oberkeil, Pechgraben, Schaitz, Untergräfenthal, Unterkeil und Zoltmühle gehörten. 1812 entstand die Ruralgemeinde Neudrossenfeld, die deckungsgleich mit dem Steuerdistrikt war. Mit dem Gemeindeedikt von 1818 wurden zwei Ruralgemeinden gebildet:
- Neudrossenfeld mit Dreschenau, Fichtelhof, Gemeinde (hintere), Gemeinde (vordere), Hölle und Lerchenfeld
- Pechgraben mit Eberhardtsreuth, Eselslohe, Oberkeil, Schaitz, Untergräfenthal, Unterkeil und Zoltmühle.[17]

Die Ruralgemeinde Neudrossenfeld war in Verwaltung und Gerichtsbarkeit dem Landgericht Kulmbach zugeordnet und in der Finanzverwaltung dem Rentamt Kulmbach (1919 in Finanzamt Kulmbach umbenannt). 111 Anwesen unterstanden bis 1843 in der freiwilligen Gerichtsbarkeit dem Patrimonialgericht Neudrossenfeld. Ab 1862 gehörte Neudrossenfeld zum Bezirksamt Kulmbach (1939 in Landkreis Kulmbach umbenannt). Die Gerichtsbarkeit blieb beim Landgericht Kulmbach (1879 in Amtsgericht Kulmbach umbenannt). Die Gemeinde hatte ursprünglich eine Fläche von 5,069 km².

### 20. Jahrhundert

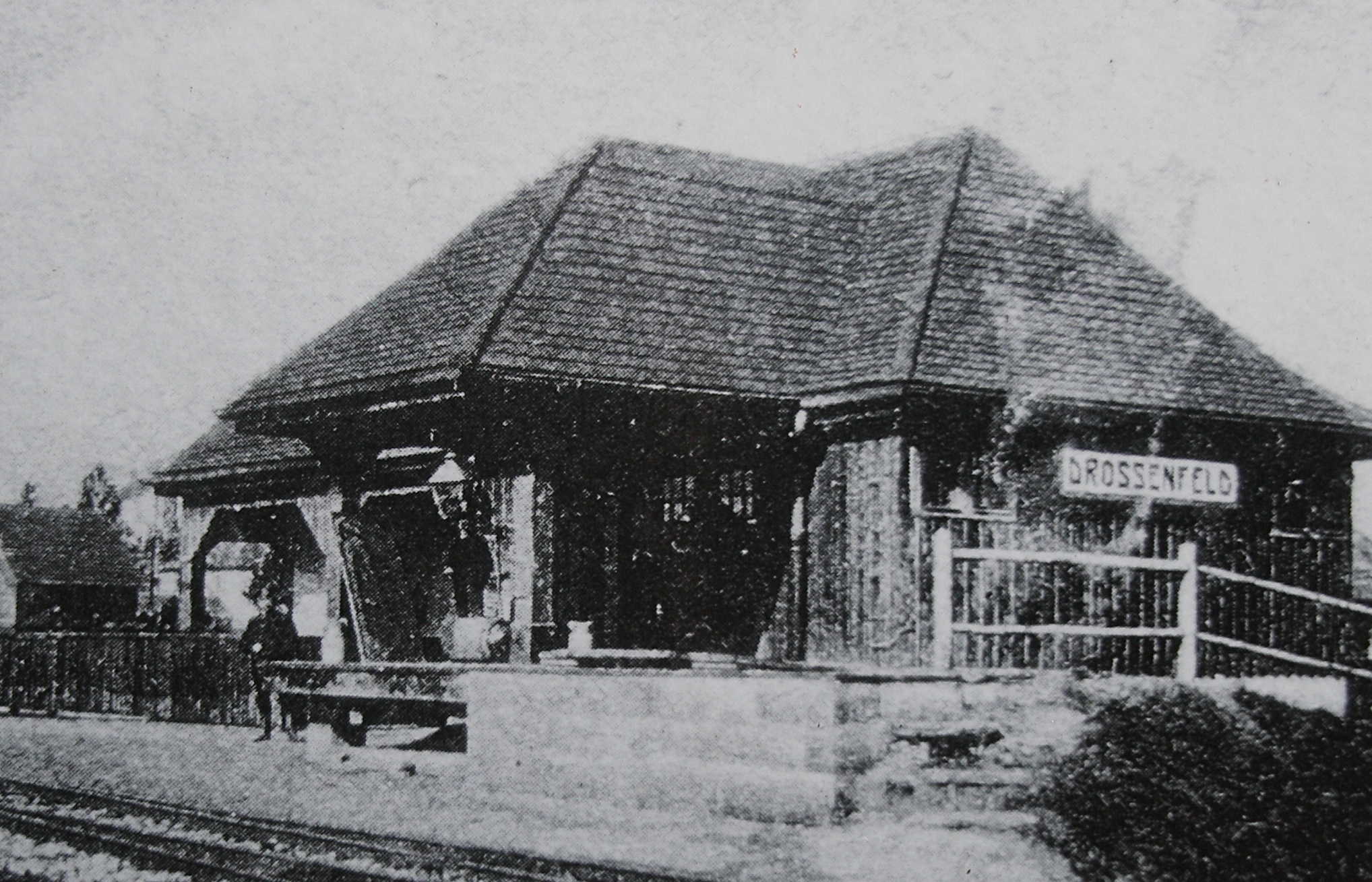
Bahnhof Drossenfeld (um 1915)

Am 26. Juni 1909 wurde die Bahnstrecke Bayreuth–Thurnau mit den Bahnhöfen Drossenfeld (in Altdrossenfeld) und Neuenreuth eröffnet. Der Personenverkehr wurde am 3. Juni 1973 wieder eingestellt, über Thurnau kamen aus Kulmbach bis Ende 1982 noch Güterzüge.
Von Mitte Juni 1944 bis April 1945 existierte auf dem Areal der Neuen Baumwollen-Spinnerei in Bayreuth eine der zahlreichen Außenstellen des Konzentrationslagers Flossenbürg. Dort wurde an optischen Steuerungssystemen für Lenkwaffen gearbeitet. Nach einem Bombenangriff am 11. April 1945 wurden dessen zivile Wissenschaftler, Ingenieure und Handwerker mit ihren Werkzeugen, Maschinen und Unterlagen in das Schloss Neudrossenfeld umquartiert. Nach der Einnahme durch die US-Army wurden dort die Forschungen bis Oktober 1945 unter Werner Rambauske als Leiter des „Instituts Teleoptik“ fortgeführt.

### Eingemeindungen
Im Rahmen der Gebietsreform wurden am 1. Januar 1972 die Gemeinde Neuenreuth am Main und Teile der aufgelösten Gemeinde Lindau eingegliedert. Am 1. Juli 1972 kam Muckenreuth hinzu. Pechgraben folgte am 1. Januar 1975. Teile der aufgelösten Gemeinde Leuchau wurden am 1. Januar 1976 eingegliedert. Brücklein kam am 1. Januar 1978 hinzu. Der Hauptteil der aufgelösten Gemeinde Altdrossenfeld folgte schließlich am 1. Mai 1978.

### Einwohnerentwicklung
Im Zeitraum 1988 bis 2018 wuchs die Gemeinde von 3018 auf 3753 um 735 Einwohner bzw. um 24,4 %. Am 31. Dezember 2005 hatte Neudrossenfeld 3983 Einwohner.
Gemeinde Neudrossenfeld
| Jahr      | 1818   | 1840   | 1852   | 1861   | 1867   | 1871   | 1875   | 1880   | 1885   | 1890   | 1895   | 1900   | 1905   | 1910   | 1919   | 1925   | 1933   | 1939   | 1946   | 1950   | 1961   | 1970   | 1987   | 2005 | 2010   | 2015   | 2017   |
| Einwohner | 583    | 868    | 973    | 976    | 924    | 942    | 967    | 1042   | 1022   | 948    | 950    | 921    | 877    | 862    | 823    | 785    | 884    | 902    | 1230   | 1216   | 1076   | 1035   | 3002   | 3983 | 3931   | 3798   | 3757   |
| Häuser    | 128    |        |        |        |        | 148    |        |        | 154    | 153    |        | 149    |        |        |        | 144    |        |        |        | 164    | 200    |        | 824    |      |        | 1244   | 1252   |
| Quelle    | [ 16 ] | [ 24 ] | [ 24 ] | [ 25 ] | [ 26 ] | [ 27 ] | [ 28 ] | [ 29 ] | [ 30 ] | [ 31 ] | [ 24 ] | [ 32 ] | [ 24 ] | [ 33 ] | [ 24 ] | [ 34 ] | [ 24 ] | [ 24 ] | [ 24 ] | [ 35 ] | [ 18 ] | [ 36 ] | [ 37 ] |      | [ 38 ] | [ 38 ] | [ 38 ] |

Ort Neudrossenfeld
| Jahr      | 001818 | 001861 | 001871 | 001885 | 001900 | 001925 | 001950 | 001961 | 001970 | 001987 |
| Einwohner | 402    | 594    | 601    | 662    | 564    | 601    | 1013   | 924    | 892    | 1133   |
| Häuser    | 93     |        |        | 84     | 85     | 110    | 130    | 166    |        | 301    |
| Quelle    | [ 16 ] | [ 25 ] | [ 27 ] | [ 30 ] | [ 32 ] | [ 34 ] | [ 35 ] | [ 18 ] | [ 36 ] | [ 37 ] |

## Politik

### Bürgermeister
Berufsmäßiger Erster Bürgermeister ist seit 1. Mai 2014 Harald Hübner (CSU). Bei der Bürgermeisterwahl 2020 wurde er im zweiten Wahlgang mit einem Stimmenanteil von 64 % bestätigt. Sein Vorgänger war Dieter Schaar (Freie Wählerschaft).

### Gemeinderat
Der Gemeinderat besteht aus dem ersten Bürgermeister und 16 Mitgliedern. Die Gemeinderatswahlen 2002 bis 2020 führten zu folgenden Sitzverteilungen:
|                      | 2002 | 2008 | 2014 | 2020 |
| -------------------- | ---- | ---- | ---- | ---- |
| Freie Wählerschaft   | 06   | 07   | 03   | 04   |
| CSU                  | 04   | 04   | 03   | 04   |
| SPD                  | 03   | 03   | 04   | 03   |
| Wählergruppe Waldau  | 02   | 02   | 02   | 01   |
| Freie Gemeindebürger | 01   | –    | –    | –    |
| Für unsere Gemeinde  | –    | –    | 04   | 04   |
| Gesamt               | 16   | 16   | 16   | 16   |

## Wappen und Flagge
Wappen
| Wappen von Neudrossenfeld | Blasonierung: „Über gekürzter, eingeschweifter roter Spitze, darin eine silberne Zinnenmauer mit drei Zinnen, gespalten; vorne in Blau ein linksgewendeter goldener Löwe, hinten geviert von Silber und Schwarz.“ |
| Wappen von Neudrossenfeld | Wappenbegründung: Die Zinnenmauer stammt aus dem Wappen der Familie von Wirsberg, in deren Besitz das Rittergut Drossenfeld bis zu ihrem Aussterben 1587 war. Danach fiel das Rittergut an die Markgrafschaft Brandenburg-Bayreuth. Daran erinnert die Vierung von Silber und Schwarz. Im 18. Jahrhundert gehörte den Herren von Ellrodt das Rittergut. Der goldene Löwe in Blau ist die Wappenfigur der Herren von Ellrodt. Wappenführung seit 1980. |

Flagge
Die Gemeindeflagge ist weiß-schwarz-gelb.

## Kultur und Sehenswürdigkeiten

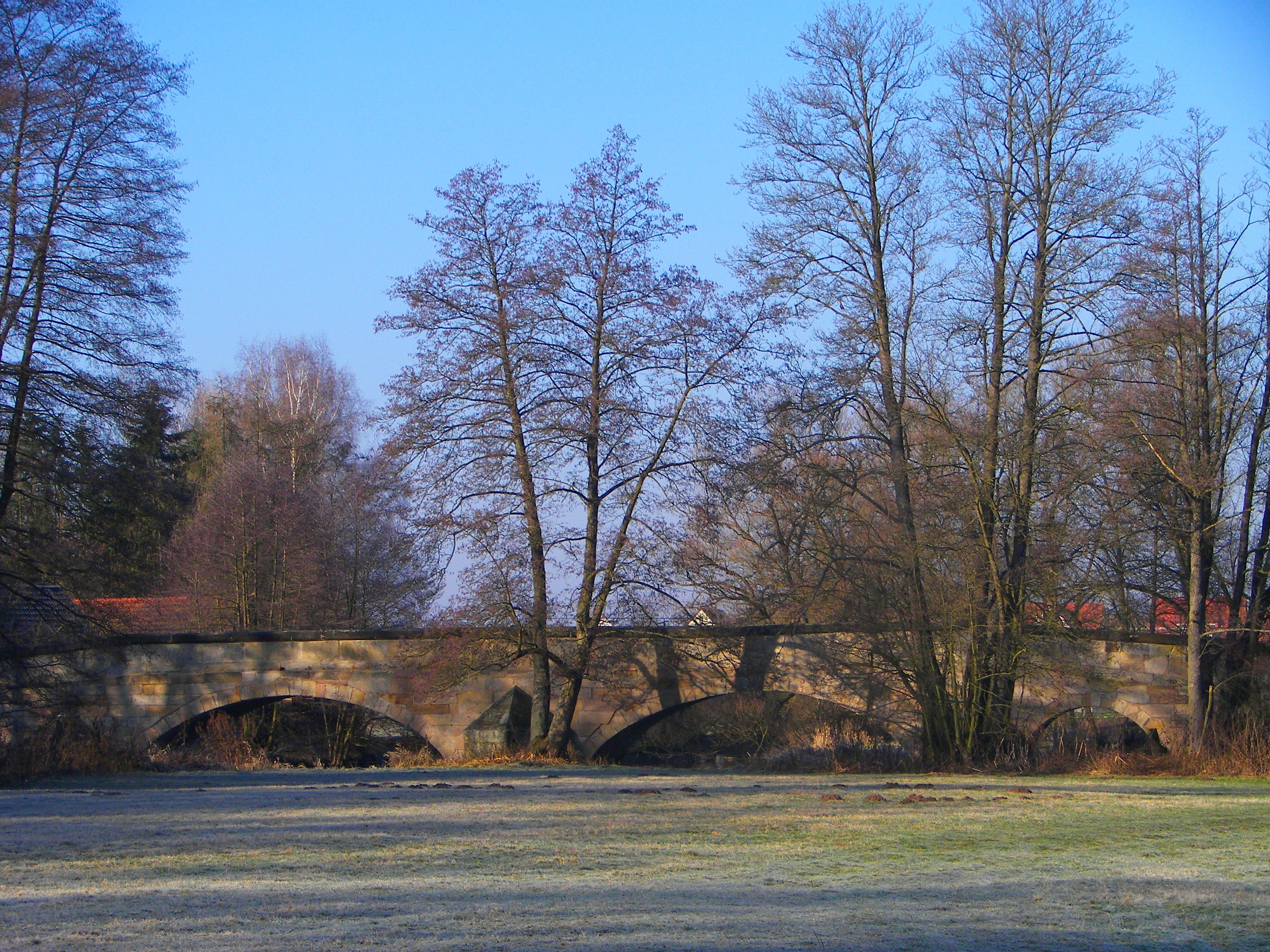
Alte Steinbrücke über den Roten Main

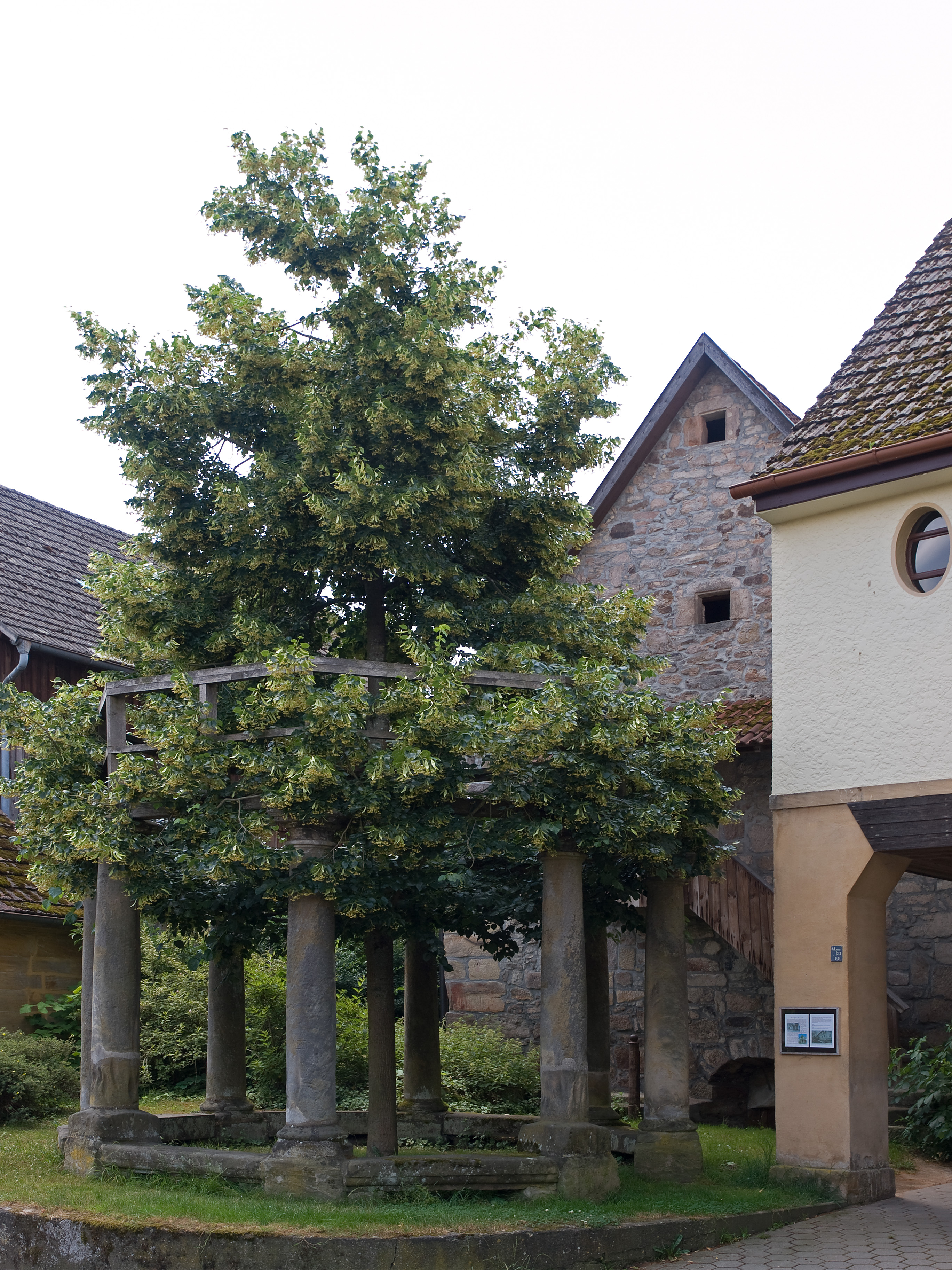
Tanzlinde in Langenstadt in der Gemeinde Neudrossenfeld

### Baudenkmäler
- Dreifaltigkeitskirche: Die in Jahren 1753 bis 1760 erbaute protestantische Markgrafenkirche gilt als eine der schönsten Barockkirchen im Bayreuther und Kulmbacher Land. Architekt und Baumeister war Johann Georg Hoffmann aus Kulmbach.
- Schloss Neudrossenfeld mit Terrassengarten: Seine ältesten Teile stammen aus dem 16. Jahrhundert. Durch den Architekten Carl von Gontard wurde es ab 1752 erweitert und erneuert.
- Das seit 1649 existierende und unter Denkmalschutz stehende Brauereigelände mit Gasthof, Biergarten und dem eigentlichen Brauereigebäude mit Eishaus im Ortskern von Neudrossenfeld.
- Die 50 Meter lange Sandsteinbrücke über den Roten Main mit fünf Bögen wurde wahrscheinlich zwischen 1557 und 1603 erbaut.

### Sehenswürdigkeiten
- Die Tanzlinde in Langenstadt, historisch verbürgt zunächst als Gerichtslinde konsultiert, wurde neu gepflanzt, nachdem der alte Baum wegen Altersschwäche entfernt werden musste, und stellt seit 2010 wieder das Zentrum des örtlichen Brauchtums dar.[42]
- Seit 2014 zeigt das Lindenbaum-Museum in Neudrossenfeld anhand von Modellen über 40 Beispiele von geleiteten Lindenbäumen in Europa, davon viele Tanzlinden.

### Sport
Der TSV Neudrossenfeld ist der größte Sportverein der Gemeinde. Die Fußballmannschaft des Vereins spielt ab der Saison 2023/24 in der Bayernliga.

### Regelmäßige Veranstaltungen
- Anfang Oktober findet der Herbstmarkt statt, ein Gemeinschaftsfreiluftkaufhaus mit fränkischem Rahmenprogramm.[43]
- Alle zwei Jahre finden jeweils Anfang Mai die von der Fördergesellschaft für Europäische Kommunikation organisierten Europatage statt, in deren Rahmen die Europamedaille Karl IV. verliehen wird. Zusätzlich gibt es ein breites kulturelles sowie kulinarisches Angebot aus vielen europäischen Ländern.

## Verkehr
Die Bundesstraße 85 führt über Unterbrücklein zur Anschlussstelle 24 der Bundesautobahn 70 (2,5 km nördlich) bzw. nach Altenplos (3,5 km südlich). Berühmt auf dieser Strecke ist die Fränkische Bierkurve. Die Kreisstraße KU 11 führt nach Hornungsreuth (1 km nordwestlich) bzw. nach Waldau (2,5 km nordöstlich). Die Kreisstraße KU 18 führt nach Altdrossenfeld (0,8 km südwestlich). Gemeindeverbindungsstraßen führen nach Dreschenau (1,5 km südöstlich) und nach Eberhardtsreuth (1,5 km östlich). Ein Anliegerweg führt nach Fichtelhof (1 km östlich).
Seit dem 1. Juni 2023 verkehren auf der als „Campus-Linie“ bezeichneten Buslinie 8354 an Werktagen stündlich Omnibusse zwischen Bayreuth und Kulmbach über Neudrossenfeld. Im Abschnitt Bayreuth–Neudrossenfeld ist die Bedienung auf einen Halbstundentakt verdichtet.

## Söhne und Töchter der Stadt
- Johann Wilhelm Friedrich Höfling (1802–1853), lutherischer Theologe und Mitbegründer der „Erlanger Schule“